# Asociación Nacional de Actores
La Asociación Nacional de Actores (ANDA) es un sindicato legalmente constituido y reconocido en México que agrupa al gremio actoral y artístico de ese país.
Inició su actividad en noviembre de 1934 como un sindicato independiente de actores que reunía a todos los gremios del oficio en México. Fundada por un selecto grupo de personalidades como Jorge Negrete, Mario Moreno "Cantinflas", Jorge Mondragón, María Tereza Montoya, Fernando Soler, entre otros más. En 1936 fue incorporado a la Unión de Trabajadores de Estudios Cinematográficos (UTEC), que a su vez estaba subordinada a la Confederación de Trabajadores de México (CTM) dependiente del Partido Revolucionario Institucional (PRI) y fue conjugada al STPC (Sindicato de Trabajadores de la Producción Cinematográfica de la República Mexicana), agrupación fundada por Jorge Negrete y Gabriel Figueroa, separándose del STIC (Sindicato de Trabajadores de la Industria Cinematográfica), que a diferencia del STPC sí era dependiente de la CTM.
Esto causó gran disgusto al dirigente vitalicio de la CTM, Fidel Velázquez, quien se opuso tajantemente tanto a la ANDA como al STPC, llegando incluso a tratar de intimidar a sus dirigentes, por lo que los miembros de esta, liderados por Jorge Negrete se atrincheraron y defendieron con armas de fuego (afortunadamente sin llegar a incidentes mayores) en los Estudios Churubusco en 1946, declarando además una huelga general hasta obtener el reconocimiento oficial y llegar a un acuerdo con las principales casas productoras de cine y demás fuentes de trabajo.
A partir de entonces inicia un periodo en el que los trabajadores del espectáculo (extras, técnicos, payasos, tramoyas, maquillistas) obtuvieron respeto y beneficios laborales que a lo largo de medio siglo han ido menguando.
La historia reciente de la ANDA está plagada de conflictos internos; sin embargo cumple con su papel administrando (con frecuencia de manera dudosa) los salarios y cotizaciones de sus agremiados.
Actualmente la asociación es miembro del Bloque Latinoamericano de Actores (BLADA) que incluye a todas las asociaciones de actores de Latinoamérica. Actualmente se encuentra en proceso de reposición del proceso electoral.
Tiene su sede principal en la colonia San Rafael, en Ciudad de México.
Su órgano interno de información es Voz del Actor.
La Asociación Nacional de Actores es parte de la membresía de la Conferencia Interamericana de Seguridad Social, organismo internacional técnico y especializado, que tiene el objetivo de fomentar el desarrollo de la protección y seguridad social en América. 

## Secretarios generales
| Nombre | Nombre | Nombre                    | Periodo               | Nota |
| ------ | ------ | ------------------------- | --------------------- | --- |
| I.     |        | Fernando Soler            | 1934–1935             | |
| II.    |        | Ángel T. Sala             | 1935–1938             | |
| III.   |        | Jorge Mondragón           | 1938–1941             | Tuvo la idea de crear una casa de retiro para actores mexicanos. |
| IV.    |        | Julián Soler              | 1941–1942             | |
| V.     |        | Mario Moreno “Cantinflas” | 1942–1944             | |
| VI.    |        | Jorge Negrete             | 1944–1947 y 1949–1953 | El conflicto de intereses que su lucha gremial generó en el negocio del entretenimiento en México dio lugar a una campaña en su contra por parte de varios productores. |
| VII.   |        | Rodolfo Landa             | 1953–1966             | |
| VIII.  |        | Jaime Fernández           | 1966–1977             | |
| IX.    |        | David Reynoso             | 1977–1984             | |
| X.     |        | Ignacio López Tarso       | 1984–1990             | |
| XI.    |        | Julio Alemán              | 1990–1994             | |
| XII.   |        | Humberto Elizondo         | 1994–1998             | |
| XIII.  |        | Aarón Hernán              | 1998–2002             | |
| XIV.   |        | Juan Imperio              | 2002–2006             | |
| XV.    |        | Lilia Aragón              | 2006–2010             | |
| XVI.   |        | Silvia Pinal              | 2010–2014             | |
| XVII.  |        | Yolanda Ciani             | 2014–2016             | |
| XVII.  |        | Abel Casillas             | 2016–2018             | |
| XVIII. |        | Jesús Ochoa               | 2018–2022             | |
| XIX.   |        | Marco Treviño             | (2022–2026)           | |

En las últimas décadas, la ANDA ha sido utilizada para impulsar las carreras de actores medianamente conocidos integrantes o allegados al Comité Ejecutivo, a cambio de hacer concesiones en la práctica a los contratos colectivos que tiene la ANDA con los grandes consorcios del espectáculo. Es común que durante su gestión sindical, se vea a tales actores participar con mayor frecuencia y mejores papeles en la producciones de cine y sobre todo televisión.

## Conflictos surgidos
En 2002, se inició un conflicto a raíz de los resultados de las votaciones para elegir secretario general, en el cual sus resultados fueron impugnados por presuntas irregularidades.
Los conocidos actores Ernesto Gómez Cruz, Eric del Castillo, Evangelina Elizondo, Rodolfo de Anda, Rogelio Guerra promovieron una impugnación, con el argumento de que las elecciones, tal y como lo estipulan los estatutos de la ANDA, no se ajustaron a sus mandamientos, y por lo tanto adolecían de errores.
El presidente de la Junta de Conciliación y Arbitraje, Miguel Gutiérrez Cantú condenó a la ANDA a reponer el proceso electoral por violar el artículo n.º 114 de su estatuto.
Juan Imperio, Lilia Aragón y demás miembros del discutido Comité Ejecutivo, hicieron un recuento de los votos del año 2002, luego de lo cual declararon haber subsanado la irregularidad y haber cumplido el mandato de la Junta de Conciliación y Arbitraje, más nunca repusieron un proceso electoral.
Este último conflicto no ha sido cubierto por los medios de comunicación, con excepción de algunas publicaciones en prensa escrita.
En los años 2004 y 2005 hubo conflictos entre la ANDA y la empresa Grabaciones y Doblajes Internacionales, debido a que esta última rompió un contrato de exclusividad con la ANDA (que consistía en que esa empresa solo contrataría a actores afiliados a la ANDA), con los argumentos de que "las grandes productoras internacionales a veces solicitan actores no afiliados".
Con la ruptura de este contrato, la ANDA «perdió» el doblaje de 11 producciones, entre ellas la serie animada estadounidense Los Simpson. Entre los actores involucrados, estuvieron los actores de doblaje Humberto Vélez, Nancy MacKenzie, Claudia Motta, Patricia Acevedo Limón y Gabriel Chávez. 
Entre 2017 y 2018 surgió un conflicto con la empresa de doblaje mexicana Dubbing House debido a que está última no cumplió con los pagos de ley a los actores de doblaje; la mayoría de los actores que forman parte de la Asociación Nacional de Actores suspendieron sus labores y se encontraban en huelga hasta que en 2018 se llegó a un acuerdo económico, hasta que la empresa desapareció a inicios de 2021.